# بورخ‌هارن
بورخ‌هارن (به هلندی: Borgharen) یک منطقهٔ مسکونی در هلند است که در ماستریخت واقع شده‌است. بورخ‌هارن ۱٫۸۵۷ نفر جمعیت دارد.